# Chaksu
Chaksu (o Chatsu) è una suddivisione dell'India, classificata come municipality, di 29.111 abitanti, situata nel distretto di Jaipur, nello stato federato del Rajasthan. In base al numero di abitanti la città rientra nella classe III (da 20.000 a 49.999 persone).

## Geografia fisica
La città è situata a 26° 36' 0 N e 75° 57' 0 E e ha un'altitudine di 296 m s.l.m..

## Società

### Evoluzione demografica
Al censimento del 2001 la popolazione di Chaksu assommava a 29.111 persone, delle quali 15.253 maschi e 13.858 femmine. I bambini di età inferiore o uguale ai sei anni assommavano a 5.496, dei quali 2.905 maschi e 2.591 femmine. Infine, coloro che erano in grado di saper almeno leggere e scrivere erano 15.505, dei quali 10.176 maschi e 5.329 femmine.